# Le Houlme
Le Houlme è un comune francese di 4 086 abitanti situato nel dipartimento della Senna Marittima nella regione della Normandia.

## Società

### Evoluzione demografica
Abitanti censiti